# Ulmi (Dâmbovița)
Ulmi è un comune della Romania di 4 134 abitanti, ubicato nel distretto di Dâmbovița, nella regione storica della Muntenia.
Il comune è formato dall'unione di 8 villaggi: Colanu, Dimoiu, Dumbrava, Matraca, Nisipurile, Udrești, Ulmi, Viișoara.
A Ulmi, secondo le fonti ufficiali, il 22 dicembre 1989 venne arrestato Nicolae Ceaușescu.